# AG Vulcan Stettin
Pour les articles homonymes, voir Vulcan.
La compagnie Aktien-Gesellschaft Vulcan Stettin (habituellement connue sous le nom AG Vulcan Stettin ou A.G. Vulcan Stettin) était un chantier naval et constructeur de locomotives allemand, implanté à Stettin. AG Vulcan Stettin a joué un rôle important au cours des deux Guerres mondiales, construisant des sous-marins et des navires de guerre pour la marine allemande. La compagnie a aussi établi des plans pour d'autres nations, parmi lesquels ceux du destroyer russe Novik et du croiseur léger Pamiat Merkouria (Souvenir de Mercure, plus tard rebaptisé le Komintern). L'entreprise et le chantier naval furent saisis et fermés par le gouvernement polonais après la Seconde Guerre mondiale, lorsque la Pologne intégra la ville dans ses frontières.

## Histoire

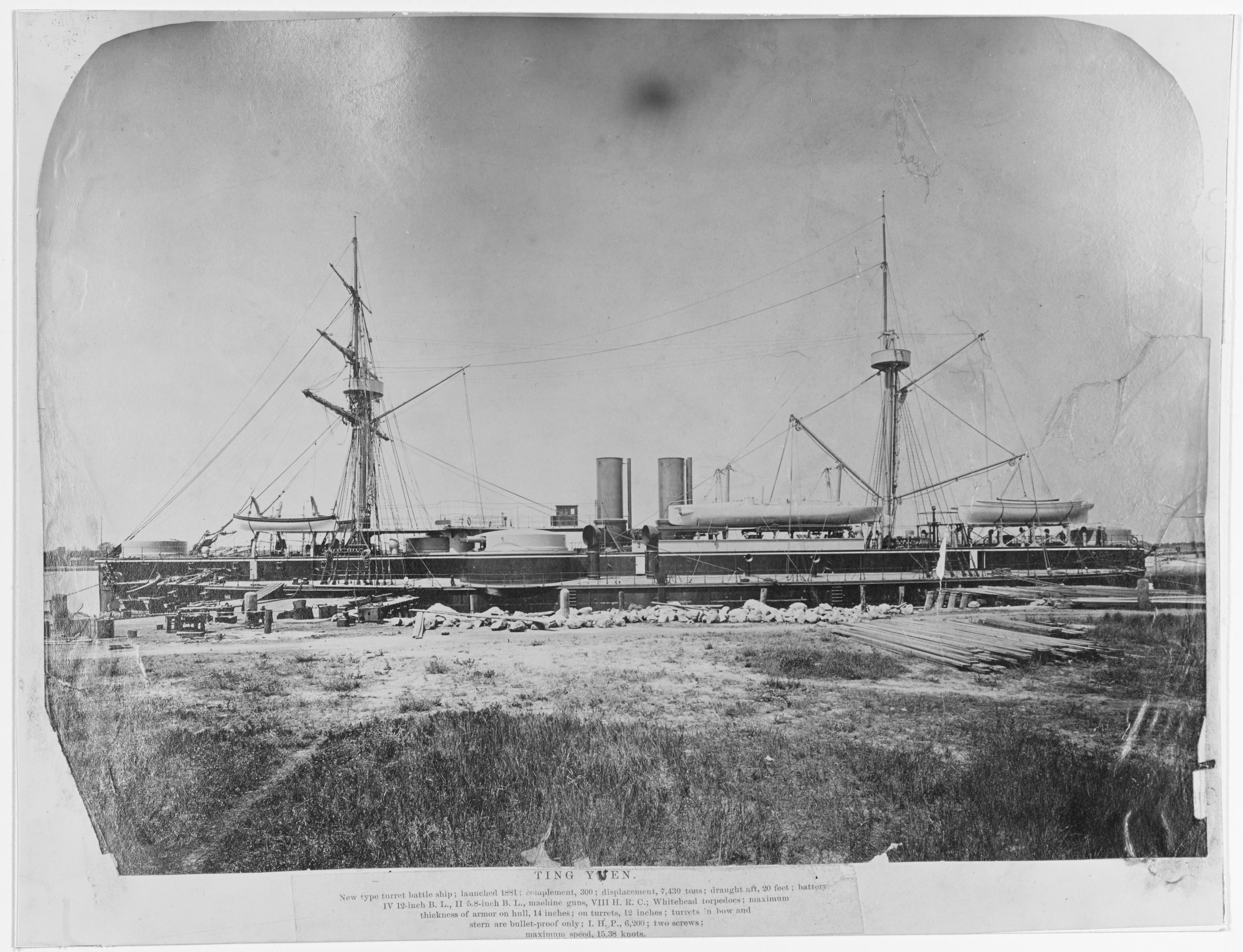
Cuirassé Dingyuan, construit par AG Vulcan Stettin en 1881 pour la Flotte de Beiyang de la marine impériale chinoise.

La compagnie AG Vulcan Stettin fut créée sous le nom original de « Vulcan Werft » à Stettin en 1851 et le chantier naval fut le pionnier de la construction navale à grande échelle et le principal chantier naval d'Allemagne jusqu'à sa fin en 1945.
Son premier navire fut le vapeur en métal Dievenow. Le chantier naval fut rebaptisé « Stettiner Maschinenbau AG Vulcan », en 1857, et des navires de plus en plus grands furent construits, de telle sorte que les usines de Stettin ne pouvaient plus accueillir des opérations de cette échelle.
De nouveau chantiers navals furent donc construits à Hambourg entre 1907 et 1909. La compagnie est rebaptisée en 1911 Vulcan-Werke Hamburg und Stettin Actiengesellschaft. En 1928, l'entreprise fit faillite et vendit son chantier naval de Hambourg en 1930, l'entreprise AG Vulcan Stettin fut fermée.
Le chantier naval fut finalement repris par le gouvernement polonais après la Seconde Guerre mondiale et un nouveau chantier naval fut créé, le chantier naval de Szczecin. Ce chantier naval de Szczecin a nommé un de ses bassins « Wulkan » et deux pentes de lancement « Wulkan 1 » et « Wulkan Nowa ».

## Construction ferroviaire
La société par actions AG Vulcan a construit sa première locomotive en 1859. L'usine était implantée à Bredow près de Stettin. La construction ferroviaire fut reprise par Borsig en 1928.

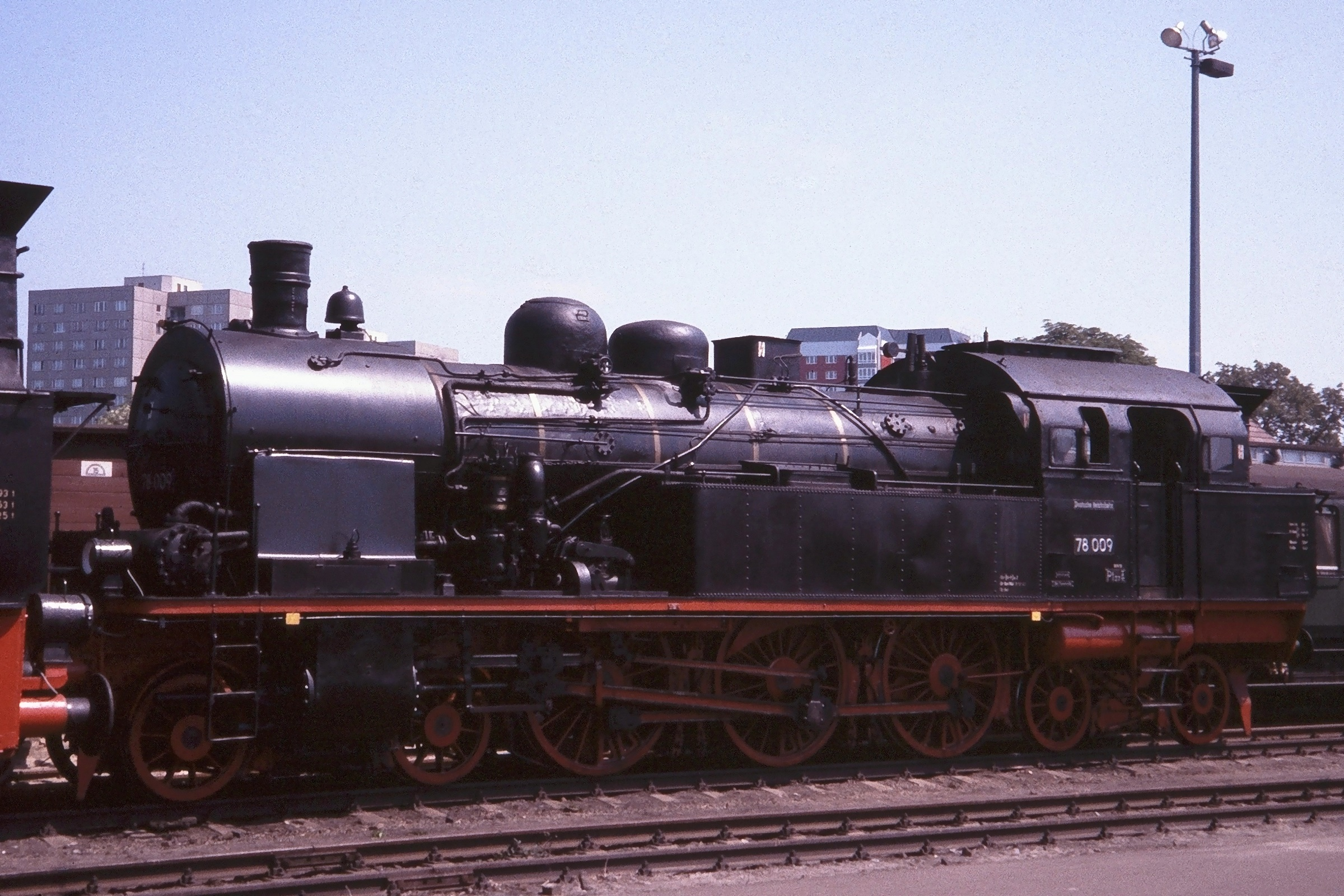
Locomotive Preußische T 18 (de) construite par la AG Vulcan Stettin
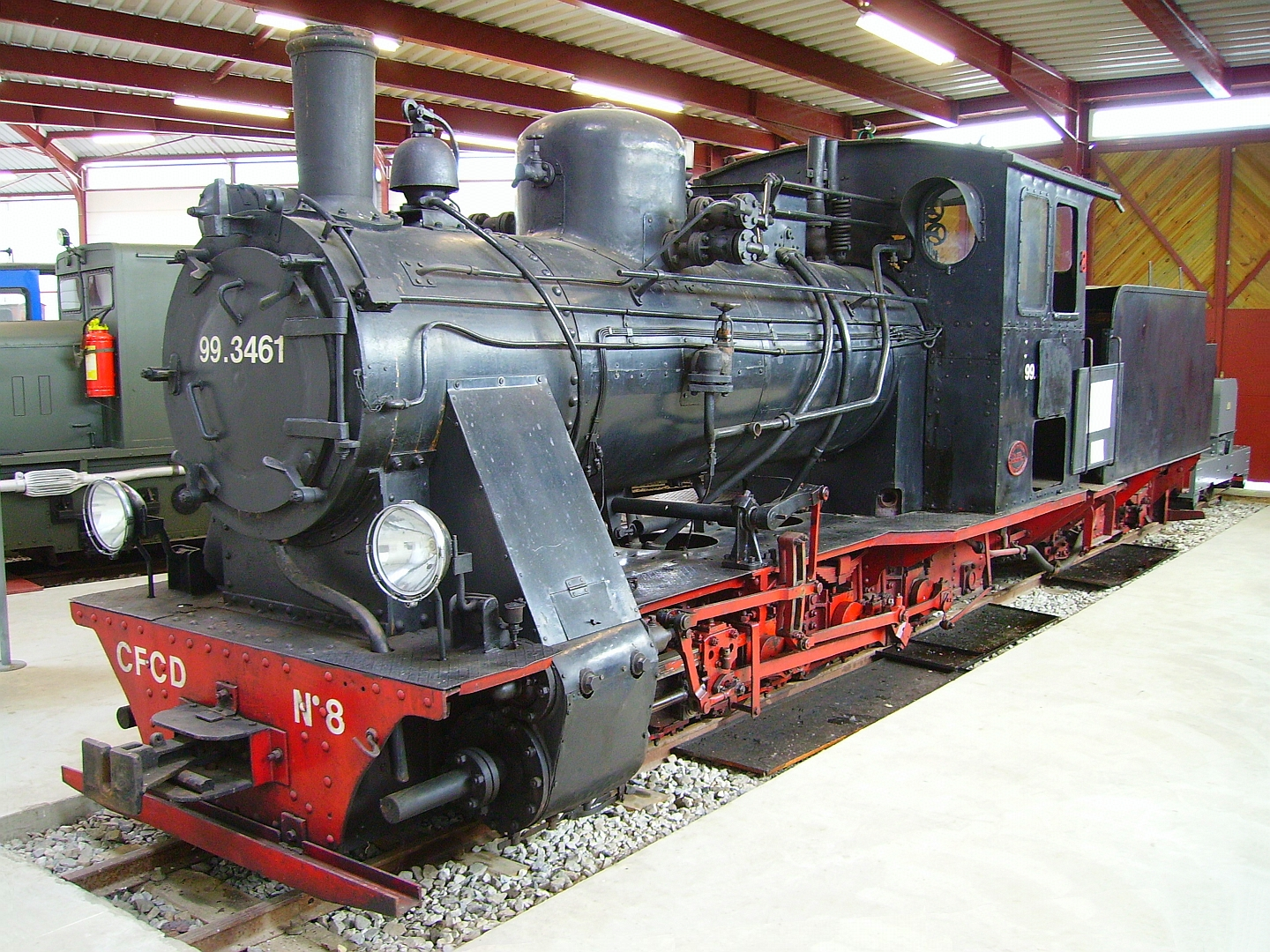
Locomotive 040+T no 8 à voie de 60 mm du chemin de fer Froissy-Dompierre

## Navires construits par AG Vulcan Stettin (sélection)

### Navires civils

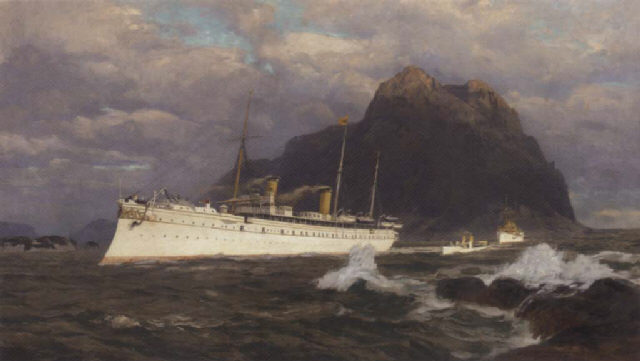
Le Hohenzollern II, en 1904.

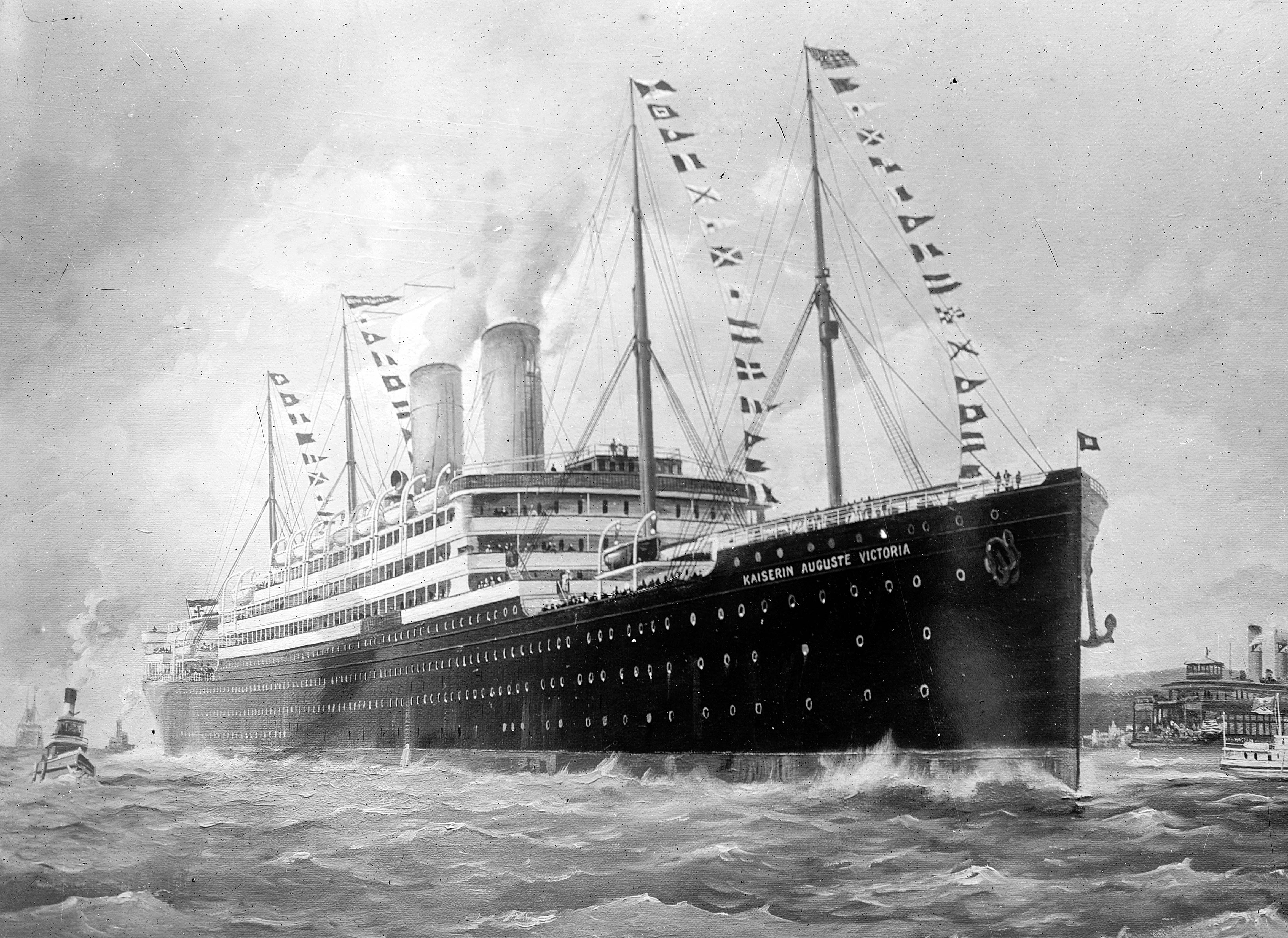
Le Kaiserin Auguste Victoria.

- SMY Hohenzollern (1893)
- Deutschland (1900)
- Kaiser Wilhelm II (1902)
- Prinz Eitel Friedrich (1903)
- Kaiserin Auguste Victoria (1906)
- Kronprinzessin Cecilie (1906)
- König Wilhelm II (1907)
- SS George Washington (en) (1908)
- Imperator (1913)
- SS Admiral von Tirpitz (1913)

### Navires militaires

#### Canonnières
- SMS Eber (1903)

#### Cuirassés

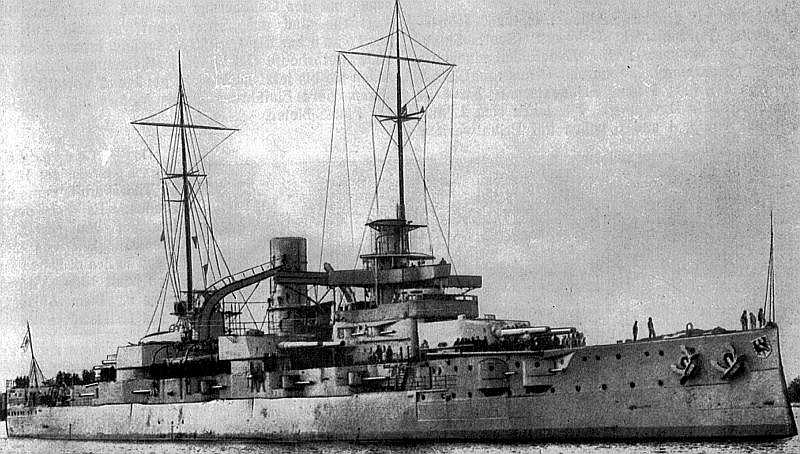
SMS Rheinland.

- Dingyuan (1881)
- Zhenyuan (en) (1882)
- SMS Brandenburg (1890)
- SMS Weißenburg (1890)
- SMS Mecklenburg (1900)
- SMS Preußen (1902)
- SMS Pommern (1904)
- SMS Rheinland (1907)
- SMS Friedrich der Große (1910)
- SMS Großer Kurfürst (1911)
- SMS Württemberg (1915)

#### Croiseurs

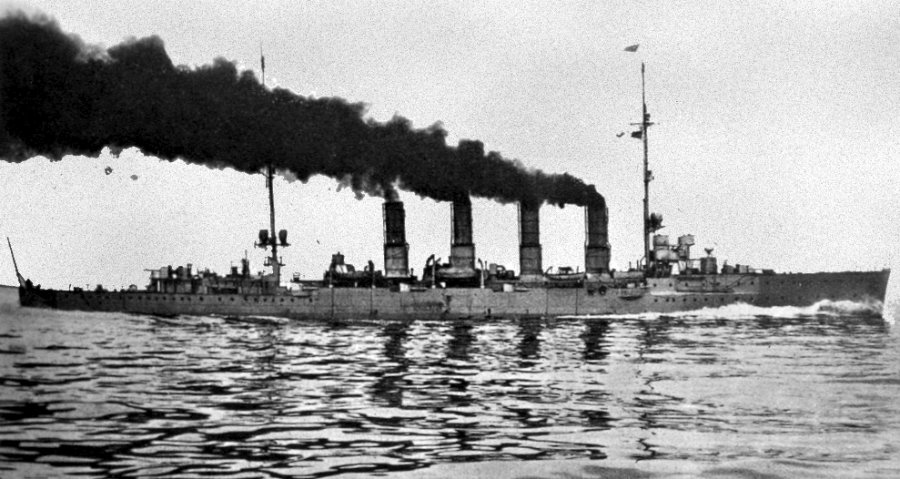
SMS Breslau.

- Saien (1883)
- SMS Hamburg (1902)
- SMS Lübeck (1903)
- SMS Stettin (1906)
- SMS Mainz (1908)
- SMS Breslau (1910)
- SMS Wiesbaden (1913)
- SMS Brummer (1915)
- SMS Bremse (1915)
- SMS Wiesbaden (1915)
- SMS Rostock (de) (1915)

#### Contre-torpilleurs
- Niki (en), destroyer grec (1906)
- Doxa (en), destroyer grec (1906)
- Aspis, destroyer grec (1907)
- Velos, destroyer grec (1907)
- Nea-Genea (de), destroyer grec (1912)
- Keravnós, destroyer grec (1912)

#### Sous-marins
- sous marins de type II (U-Boot II, 1941): des six commandés, seul un entre en service : l'U-901.

#### Torpilleurs
- SMS V25 (de) (1914)
- SMS V26 (en) (1914)
- SMS V27 (en) (1914)
- SMS V28 (en) (1914)
- SMS V29 (en) (1914)
- SMS V30 (en) (1914)
- SMS V43 (en) (1915)
- SMS V44 (en) (1915)
- SMS V45 (en) (1915)
- SMS V46 (en) (1915)
- SMS V47 (en) (1915)
- SMS V48 (de) (1915)
- SMS V67 (1915)
- SMS V68 (1915)
- SMS V69 (1916)
- SMS V70 (1916)
- SMS V71 (1916)
- SMS V72 (1916)
- SMS V73 (1916)
- SMS V74 (1916)
- SMS V75 (1916)
- SMS V76 (1916)
- SMS V77 (1916)
- SMS V78 (1916)
- SMS V79 (1916)
- SMS V80 (1916)
- SMS V81 (1916)
- SMS V82 (1916)
- SMS V83 (1916)
- SMS V84 (1916)
- SMS V116 (1918)